# 에쓰미호쿠선
에쓰미호쿠선(일본어: 越美北線)은 일본 후쿠이현 후쿠이시의 에치젠하난도역부터 오노시의 구즈류코역에 이르는 서일본 여객철도의 철도 노선(지방 교통선)이다.

## 노선 정보
- 관할 · 사업 종별 : 서일본 여객철도 (제 1 종 철도사업자)
- 노선 거리 (영업 거리) : 52.5km
- 궤간 : 1067mm
- 역 수 : 22
  - 모든 역이 에쓰미호쿠 선 소속이다.
- 복선화 구간 : 없음 (전 구간 단선)
- 전철화 구간 : 없음 (전 구간 비 전철화)
- 폐색 방식 :
  - 에치젠하난도 - 에치젠오노 간 : 특수 자동 폐색식 (궤도 회로 검지식)
  - 에치젠오노 - 구즈류코 간 : 스탑 폐색식
- 최고속도 : 85km/h

전 구간을 서일본 여객철도 가나자와 지사 후쿠이 지역 철도부가 관리하고 있다.

## 역 목록
- 전 노선 후쿠이현에 소재.

| 호 쿠 리 쿠 본 선 | 후쿠이            | 福井     | -   | 2.6  | 서일본 여객철도 호쿠리쿠 본선 (고마쓰 방면) 에치젠 철도 가쓰야마에이헤이지 선 · 미쿠니아와라 선 후쿠이 철도 후쿠부 선 (후쿠이에키마에 역) | 후쿠이시 |
| 호 쿠 리 쿠 본 선 | (화) 미나미후쿠이 | 南福井   | 1.8 | 0.8  | (호쿠리쿠 본선과의 실제 분기점) | 후쿠이시 |
| 에 쓰 미 호 쿠 선 | 에치젠하난도      | 越前花堂 | 0.8 | 0.0  | 서일본 여객철도 호쿠리쿠 본선 (쓰루가 방면)                                                                                               | 후쿠이시 |
| 에 쓰 미 호 쿠 선 | 로쿠조            | 六条     | 2.3 | 2.3  | | 후쿠이시 |
| 에 쓰 미 호 쿠 선 | 아스와            | 足羽     | 1.4 | 3.7  | | 후쿠이시 |
| 에 쓰 미 호 쿠 선 | 에치젠토고        | 越前東郷 | 2.0 | 5.7  | | 후쿠이시 |
| 에 쓰 미 호 쿠 선 | 이치조다니        | 一乗谷   | 2.6 | 8.3  | | 후쿠이시 |
| 에 쓰 미 호 쿠 선 | 에치젠타카다      | 越前高田 | 3.1 | 11.4 | | 후쿠이시 |
| 에 쓰 미 호 쿠 선 | 이치나미          | 市波     | 1.2 | 12.6 | | 후쿠이시 |
| 에 쓰 미 호 쿠 선 | 고와쇼즈          | 小和清水 | 2.0 | 14.6 | | 후쿠이시 |
| 에 쓰 미 호 쿠 선 | 미야마            | 美山     | 2.9 | 17.5 | | 후쿠이시 |
| 에 쓰 미 호 쿠 선 | 에치젠야쿠시      | 越前薬師 | 2.0 | 19.5 | | 후쿠이시 |
| 에 쓰 미 호 쿠 선 | 에치젠오미야      | 越前大宮 | 2.7 | 22.2 | | 후쿠이시 |
| 에 쓰 미 호 쿠 선 | 하카리이시        | 計石     | 2.2 | 24.4 | | 후쿠이시 |
| 에 쓰 미 호 쿠 선 | 우시가하라        | 牛ケ原   | 3.2 | 27.6 | | 오노시   |
| 에 쓰 미 호 쿠 선 | 기타오노          | 北大野   | 1.8 | 29.4 | | 오노시   |
| 에 쓰 미 호 쿠 선 | 에치젠오노        | 越前大野 | 2.0 | 31.4 | | 오노시   |
| 에 쓰 미 호 쿠 선 | 에치젠타노        | 越前田野 | 2.9 | 34.3 | | 오노시   |
| 에 쓰 미 호 쿠 선 | 에치젠토미다      | 越前富田 | 1.4 | 35.7 | | 오노시   |
| 에 쓰 미 호 쿠 선 | 시모유이노        | 下唯野   | 3.1 | 38.8 | | 오노시   |
| 에 쓰 미 호 쿠 선 | 가키가시마        | 柿ケ島   | 1.0 | 39.8 | | 오노시   |
| 에 쓰 미 호 쿠 선 | 가도하라          | 勝原     | 2.5 | 42.3 | | 오노시   |
| 에 쓰 미 호 쿠 선 | 에치젠시모야마    | 越前下山 | 6.5 | 48.8 | | 오노시   |
| 에 쓰 미 호 쿠 선 | 구즈류코          | 九頭竜湖 | 3.7 | 52.5 | | 오노시   |